# Frederick Loewe
Frederick Loewe (ur. 10 czerwca 1901 w Berlinie, zm. 14 lutego 1988 w Palm Springs) – amerykański kompozytor muzyki rozrywkowej pochodzenia austriackiego.

## Życiorys
Otrzymał gruntowne wykształcenie muzyczne. W 1924 roku wyjechał wraz z ojcem (śpiewakiem operowym) do USA. W 1942 roku nawiązał współpracę z autorem tekstów Alanem Lernerem, z którym napisał kilka musicali. Światową sławę przyniósł mu musical My Fair Lady (1956), oparty na Pigmalionie Bernarda Shawa. 
Inne znane musicale: The Day Before Spring (1945), Brigadoon (1947), Camelot (1960).
W 1959 roku otrzymał Oskara za piosenkę do filmu Gigi.